# Нанайці
Нана́йці (самоназва нані, нанай «місцеві люди», що є спільною для низки народів Приамур'я; застаріла російська назва — ґольди / рос. гольды; китайська назва — хечже, хечжени, кит.: 赫哲族, Hèzhé zú) — найчисельніша тунгусо-маньчжурська народність Приамур'я (Росія).

## Етноніми
Нанайці — етнонім, утворений від самоназви нанайців нані, що буквально означає «люди (цієї) землі», запроваджений і починає з'являтися в офіційних документах і наукових джерелах з 1930-х років. До того часу нанайців називали гольдами, а в XVII — XIX ст.ст. — натками, хечженами, кілі, самагірами.
Натками їх іменували, ймовірно, за назвою Натка — притоки річки Амур, що бере початок напроти с. Троїцького Нанайського району і виходить напроти с. Ачан Амурського району Хабаровського краю Росії. По берегах Натки проживали родові общини Ходжерів.
Етнонім хечжень, що є притаманним для китайських джерел, близький до самоназви однієї з груп нанайців — хедені — «нижньоамурські люди».
Кілі та самагіри — це назви нанайських родів (Кілен і Самар) тунгуського походження.
Термін гольди, імовірно, узятий від ульчів чи негідальців, споріднених з нанайцями народностей пониззя Амуру. Перші іменували нанайців гольдоні, другі — ґолдіх.

## Територія проживання та чисельність

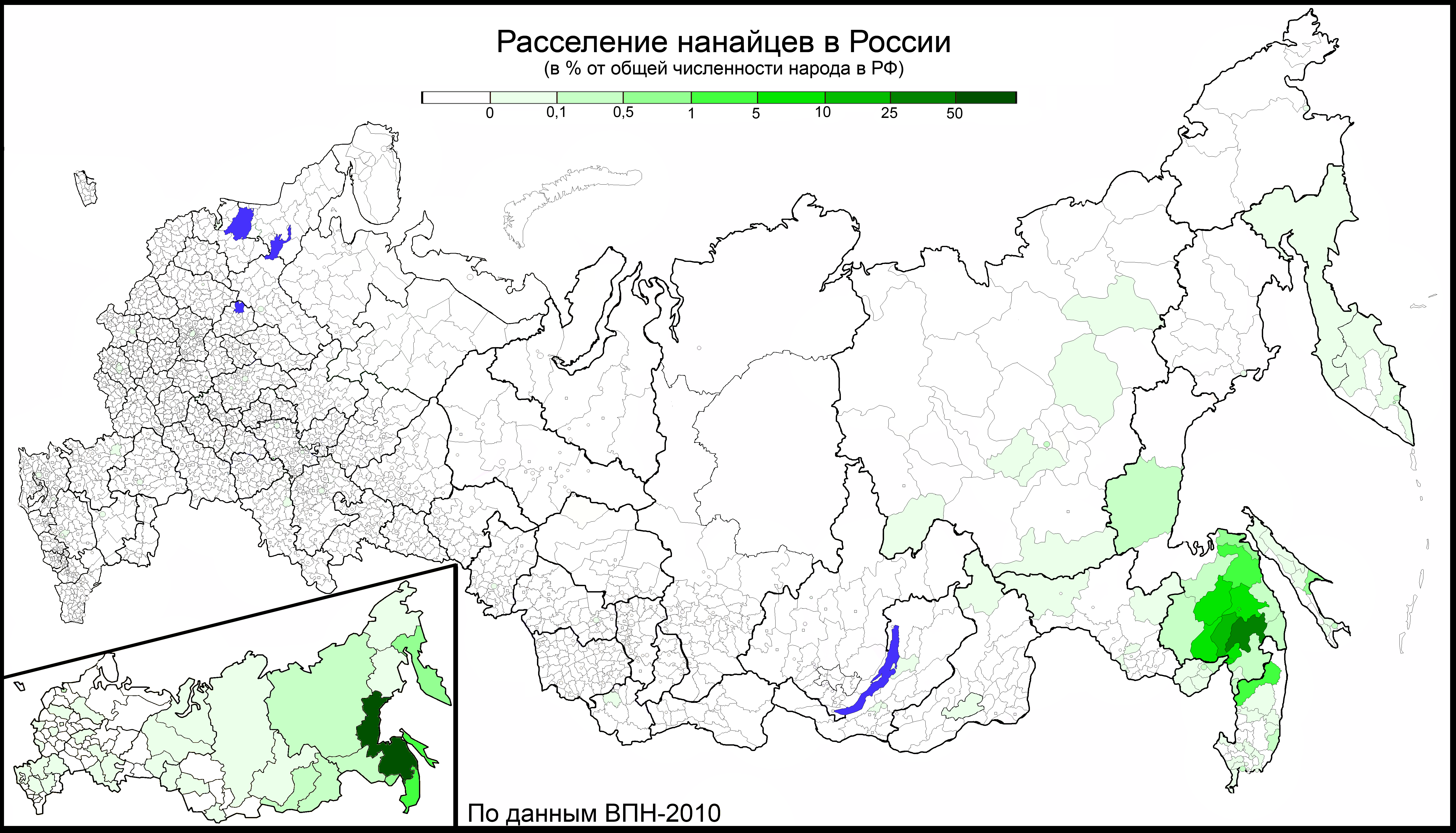
Частка нанайського населення району у загальній чисельності нанайців в РФ

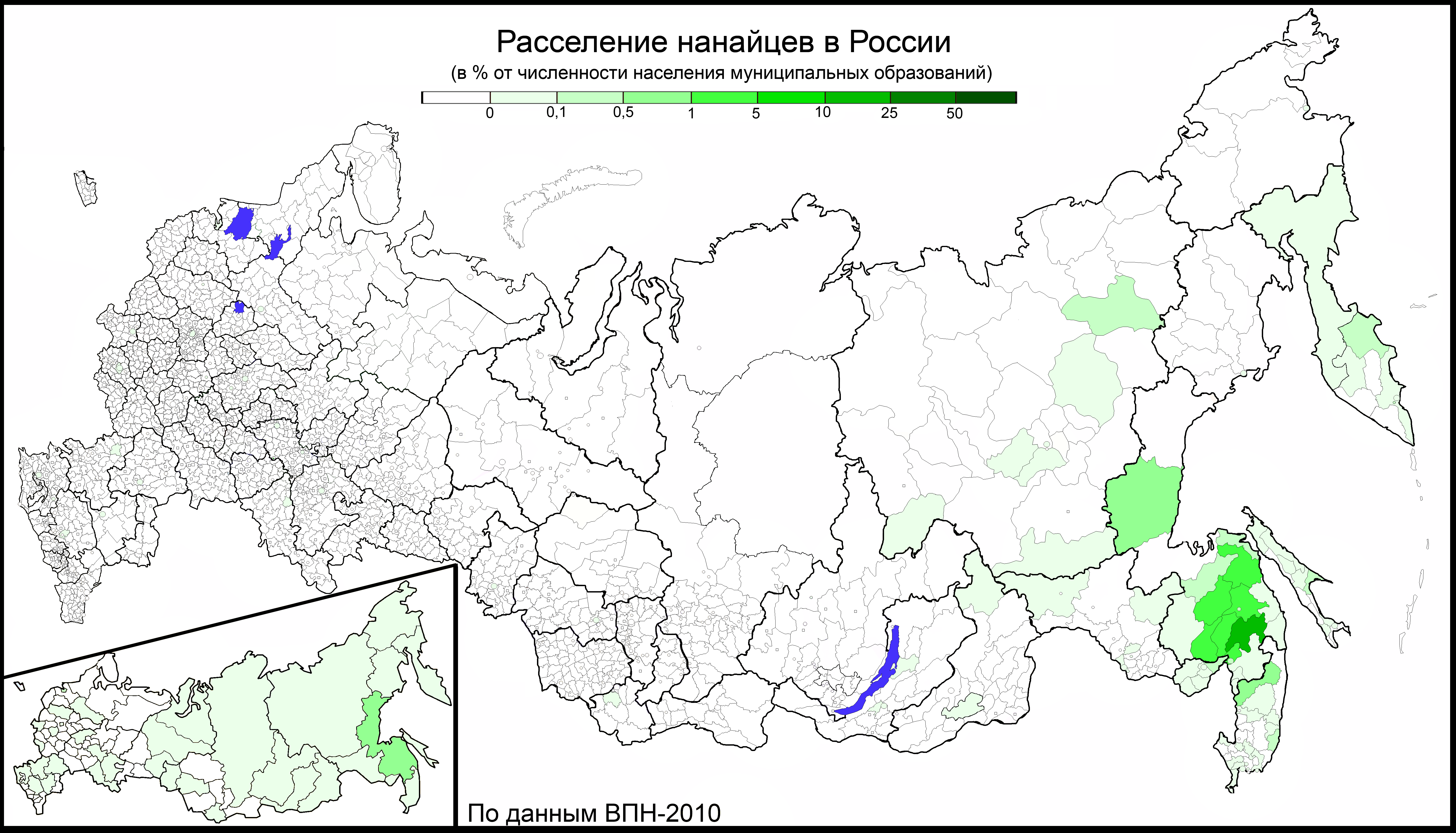
Частка нанайців у населенні району

Нанайці традиційно населяють пониззя Амуру та його притоки Уссурі та Сунгарі на Далекому Сході в Росії (райони Хабаровський, Нанайський, Амурський, Комсомольський, Ульчський Хабаровського краю і Приморський край) та Китаї.
Зміни у чисельності російських нанайців за даними переписів ілюструє наступна Таблиця чисельності нанайців 1896—2002 рр.:
| Рік  | Чисельність, осіб |
| ---- | ----------------- |
| 1896 | 5,439             |
| 1926 | 5,860             |
| 1959 | 8,026             |
| 1970 | 10,005            |
| 1979 | 10,516            |
| 1989 | 12,017            |
| 2002 | 12,160            |

За даними перепису чисельності населення Росії 2002 року кількість нанайців склала 12 160 осіб.
У Китаї (провінція Хейлунцзян) нанайці-хечже чисельністю 12 160 осіб (дані перепису 2000 року) проживають на правобережжі Амура між гирлами Сунгарі та Уссурі (Тунцзянська (同江) і Фуюаньська (抚远) волості Цзямусийського (佳木斯, Цзямуси) повіту).
Після розпаду СРСР в Україні за даними перепису населення 2001 року виявилось, що в країні проживало 42  нанайця, з числа яких тільки 4 осіб (кожен десятий) вказали нанайську рідною мовою, тоді як українську такою назвали 3 особи, решта — іншу, переважно російську (33 особи).
Т.ч. загальна чисельність у світі становить понад 16,8 тис. осіб.

## Господарство
Основні традиційні заняття нанайців — рибальство (кета, горбуша та ін.) та мисливство (взимку промисли хутрових звірів).
Рибу ловили неводом, сітями, били острогою тощо. Шкурки хутрових звірів обмінювалися на тканини, металічні вироби, борошно, крупи тощо. Тримали їздових собак, яких впрягали у нарти. Пересувались також на човнах (дощатих, довбанках, берестяних), лижах, підклеєних хутром. Серед традиційних ремесел особливо було розвинуте ковальство. Метали, дерево і кістку обробляли чоловіки, жінки вичиняли шкури, шили одяг і взуття, вишивали, плели кошики і циновки тощо.

## Суспільство
Основа нанайського традиційного суспільства — рід. Ще наприкінці XIX — перших десятиліть XX ст. існували численні роди, кількісно від 20—30 і до 600—900 осіб.
Великі роди, в свою чергу, підрозділялися на менші підроди, членам яких уже дозволялося укладати шлюби, попри пануючу сувору екзогамію. Відомі випадки полігамії, зокрема полігінії.
Кожне нанайське поселення (ірґен) являло окрему територіально-сусідську общину.

## Матеріальна культура

Традиційний нанайський дім

Нанайський весільний халат із зображенням дерева життя

Нанайці здавна живуть осіло. Деякі історичні поселення (ірґени) існували десятки і сотні років.
У нанайців побутували різноманітні типи жител: традиційні великі колодяні будинки на дерев'яних каркасах з двосхилим дахом, у пізніші часи — хатини на подобі китайської фанзи, зруби тощо. У тайзі зводили тимчасове житло — намети різноманітної форми.
Як правило, нанайський дім опалювався традиційним каном (наканом), при бічних стінках були зладнані нари, у віконниці вставляли риб'ячі шкіри (пізніше — папір, часто проолієний).
Одяг і взуття нанайці виготовляли з риб'ячих шкір і шкур тайгових звірів або собак. Носили також ткані (з покупних матеріалів) халати, ноговиці, хутряні шапки-капори; мисливці — маленькі шапочки з султанами з вивірчих хвостів, з тканими «шоломами»-основою під ними; рибалки — поверх одягу ткані чи з риб'ячих шкір спідниці або фартухи. Жінки під халатами надягали довгі, від шиї до колін, нагрудники, оздоблені бісером і металічними підвісками.
Основа традиційного раціону — риба. Лососевих заготовляли заздалегідь, готуючи юколу.

## Духовна культура

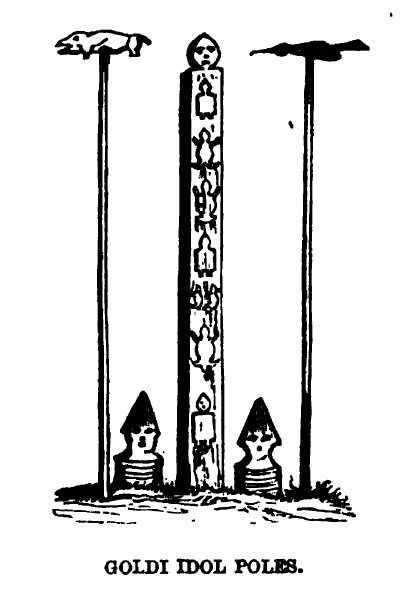
Нанайські стовпи-ідоли 1854-1860 р.

Духовна культура нанайців представлена надзвичайно багатим шаманським комплексом і фольклором.
Основні фольклорні жанри:
- телунґу́ — міфи, міфологічні оповідки, перекази, сказання, легенди;
- нінґма́н — епос, казки-міфи, власне казки;
- сіохо́р — «запозичені» казки (казки на запозичені сюжети);
- яян, кекуен — шаманські співи;
- дярін, яян — пісні;
- сонґон — плачі.

Відомі також малі пареміологічні жанри: загадки (намбокан), скоромовки (дєуруен), прислів'я, прикмети тощо.

## Виноски
1. ↑  Киле Н.Б, Фетисова Л. Е. Фольклор нанайцев (вступна стаття) // кн. Нанайский фольклор.: Нингман. Сиохор. Тэлунгу., Нб.: «Наука», 1996, стор. 10 (рос.)
2. ↑  не враховано 425 самагірів, які в той час вважалися окремим народом
3. ↑  чисельність самагірів — 551 особа
4. ↑  Всеукраїнський перепис населення 2001 року / Національний склад населення, громадянство / Розподіл населення за національністю та рідною мовою[недоступне посилання](укр.)[недоступне посилання з липня 2019]
5. ↑  Нанайский фольклор.: Нингман. Сиохор. Тэлунгу., Нб.: «Наука», 1996, стор. 15